# Lapposyrphus lapponicus
Lapposyrphus lapponicus là một loài ruồi trong họ Ruồi giả ong (Syrphidae). Loài này được Zetterstedt mô tả khoa học đầu tiên năm 1838. Lapposyrphus lapponicus phân bố ở vùng Cổ Bắc giới (Đan Mạch)